# Félix Gaffiot
Félix Gaffiot (Liesle, 27 settembre 1870 – Mouchard, 2 novembre 1937) è stato un latinista, lessicografo, pedagogista e accademico francese.
È autore del Dictionnaire illustré latin-français, dizionario bilingue latino-francese che da lui prende nome.

## Biografia
Figlio di un insegnante e della segretaria del municipio, rimase orfano del padre a 13 anni, e riuscì a completare le scuole di Pontarlier, grazie ad una borsa di studio comunale. Baccelliere in scienze e lettere, ebbe inizialmente un'esitazione in merito al fatto di iscriversi all'Ecole Polytechnique, ma alla fine optò per una laurea in lettere. Ottiene la sua prima cattedra a Pont-à-Mousson, mentre studiava per conseguire l'abilitazione all'insegnamento nelle scuole secondarie.
Successivamente, insegnò per una dozzina di anni nel Massiccio centrale, a Puy-en-Velay e Clermont-Ferrand. Studiò le regole della grammatica latina, che considerava "assolute e convenzionali", e nel 1906 discusse una tesi di dottorato sull'apprendimento del latino. Conseguita l'aggregazione, fu nominato docente alla Sorbona.
A partire dal 1910 iniziò a lavorare al Méthode de langue latine, testo che esprime la sua concezione pedagogica circa l'insegnamento del latino nelle scuole, che dovrebbero partire dalle lingue antiche per arrivare al francese. Lo scoppio della Guerra lo costrinse ad abbandonare l'opera nel 1914, essendo egli stato arruolato come ufficiale sanitario ad Argonne.
Nel 1923 l'editore Hachette gli affidò l'incarico di creare un dizionario latino-francese, che presto fu soprannominato Le Gaffiot. Dopo aver scritto migliaia di carte, la prima edizione fu data alle stampe nel 1934, contraddistinta da pregiate illustrazioni e dalla chiarezza tipografica. Da allora, fu regolarmente ristampato, in versione integrale o abbreviata. Nel 2001 fu pubblicata una nuova edizione integrale e modernizzata, alla quale nel 2016 seguì un'edizione riveduta e ampliata.
A causa di dissapori coi colleghi, lasciò la Sorbona nel 1927, ormai vicino alla scadenza del mandato. Trovò una nuova posizione all'Université de Franche-Comté di Besançon, dove il 9 luglio 1933 fu nominato Preside della Facoltà di Lettere, per poi venire nuovamente confermato nel 1936.

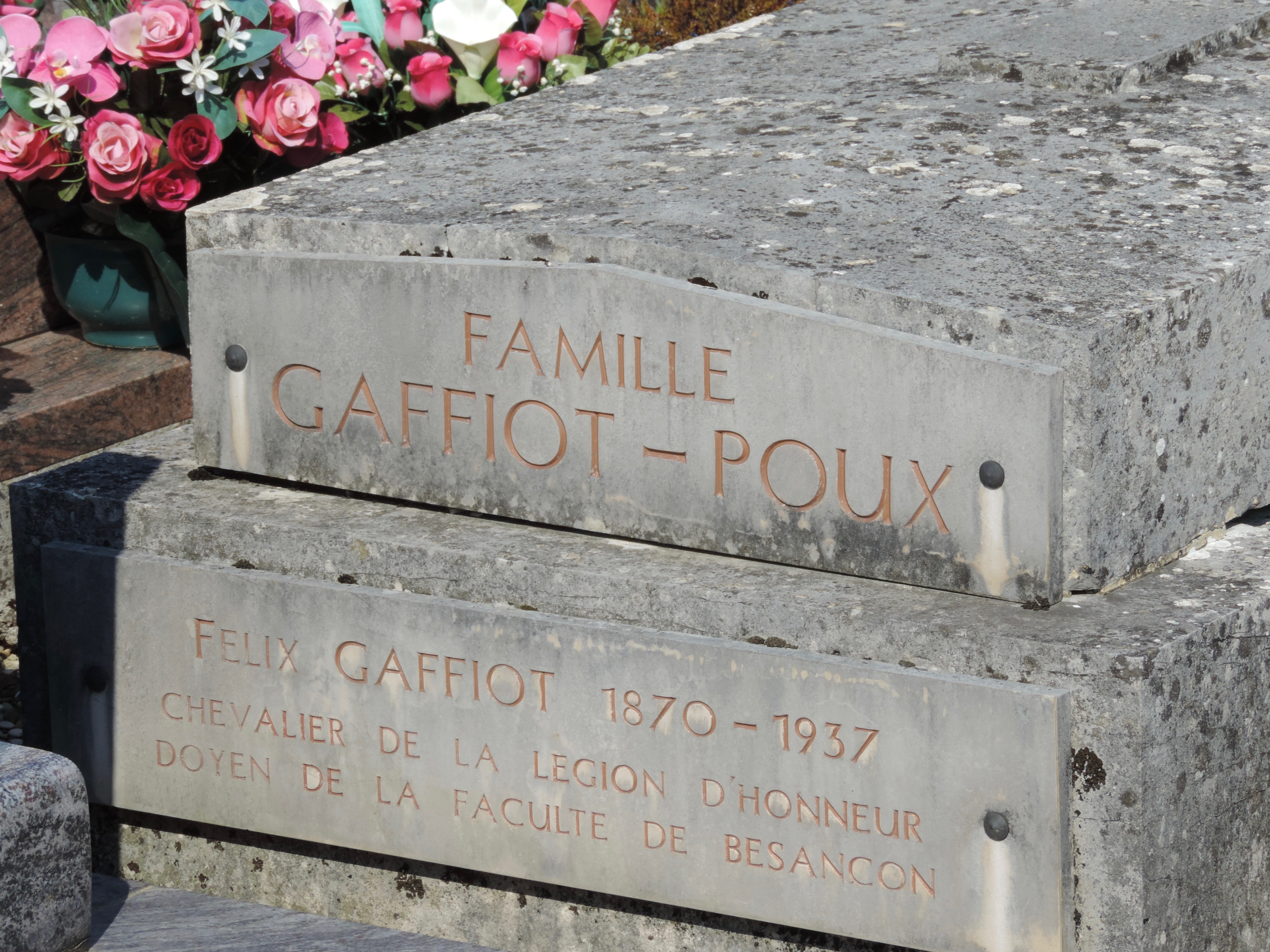
La tomba di Gaffiot

Ad ottobre del 1937 si ritirò dal mondo accademico. Morì vittima di un incidente d'auto il 31 ottobre avvenuto a Mouchard, a meno di un mese dalla data ufficiale della sua pensione, all'età di 67 anni: fu sepolto nel cimitero della città natale..

## Omaggi
- In suo onore gli è stato intitolato un liceo di Quingey
- Gli è stata dedicata una strada a Besançon.